# Henicolaboides sapansis
Henicolaboides sapansis es una especie de coleóptero de la familia Attelabidae.

## Distribución geográfica
Habita en Vietnam.